# Bács-Kiskun vármegyei labdarúgó-bajnokság (első osztály)
A Bács-Kiskun vármegyei első osztály a megyében zajló bajnokságok legmagasabb osztálya, országos szinten negyedosztálynak felel meg. A bajnokság győztese rájátszhat az NB III-ba kerülésért, míg a kiesők a Bács-Kiskun vármegyei másodosztályban folytatja.

## A közelmúlt bajnokai
| Szezon      | Bajnok                                                         |
| ----------- | -------------------------------------------------------------- |
| 2020-2021   | Jánoshalmi FC                                                  |
| 2019-2020   | Jánoshalmi FC                                                  |
| 2018-2019   | Kiskunfélegyházi HTK                                           |
| 2017-2018   | Kecskeméti LC                                                  |
| 2016-2017   | Duna Aszfalt TVSE                                              |
| 2015-2016   | Kiskunfélegyházi HTK                                           |
| 2014-2015   | Kiskunfélegyházi HTK                                           |
| 2013-2014   | Kiskunfélegyházi HTK                                           |
| 2012-2013   | KHTK-Grand Poker Club                                          |
| 2011-2012   | Híd SC                                                         |
| 2010-2011   | Solt FC                                                        |
| 2009-2010   | Ladánybenei FC                                                 |
| 2008-2009   | Kunszállás SE                                                  |
| 2007-2008   | Izsáki Sárfehér SE                                             |
| 2006-2007   | Solti FC                                                       |
| 2005-2006   | Kiskunfélegyházi HTK                                           |
| 2004-2005   | Harta SE                                                       |
| 2003-2004   | Izsáki Sárfehér SE                                             |
| 2002-2003   | Izsáki Sárfehér SE                                             |
| 2001-2002   | Hartai SE                                                      |
| 2000-2001   | Izsáki Sárfehér SE                                             |
| 1999-2000   | Kiskunhalasi FC                                                |
| 1998-1999   | Hajós FC                                                       |
| 1997-1998   | Keceli FC                                                      |
| 1996-1997   | Kerekegyházi SE                                                |
| 1995-1996   | Mélykút SE                                                     |
| 1994-1995   | Lajosmizse FC                                                  |
| 1993-1994   | Akasztói FC                                                    |
| 1992-1993   | Kalocsai FC                                                    |
| 1991-1992   | Tiszakécske                                                    |
| 1990-1991   | Fajszi Kék Duna TSz SK                                         |
| 1989-1990   | Kiskunfélegyházi Honvéd                                        |
| 1988-1989   | Kiskunhalasi AC                                                |
| 1987-1988   | Kiskőrösi Petőfi Spartacus                                     |
| 1986-1987   | Kalocsai SE                                                    |
| 1985-1986   | Hartai TSz SK                                                  |
| 1984-1985   | Soltvadkerti TE                                                |
| 1983-1984   | Miskei TSz SK                                                  |
| 1982-1983   | Kiskunhalasi AC-MEDOSZ                                         |
| 1981-1982   | Soltvadkerti TE                                                |
| 1980-1981   | Bajai SK                                                       |
| 1979-1980   | Bajai SK                                                       |
| 1978-1979   | Jánoshalmi Spartacus                                           |
| 1977-1978   | Honvéd Kun Béla SE                                             |
| 1976-1977   | Honvéd Kun Béla SE                                             |
| 1975-1976   | Kiskunhalasi MEDOSZ                                            |
| 1974-1975   | Kalocsai VTSK                                                  |
| 1973-1974   | Soltvadkerti TE                                                |
| 1972-1973   | Kalocsai VTSK                                                  |
| 1971-1972   | Kecskeméti Fémmunkás Építők SE                                 |
| 1970-1971   | Kecskeméti Fémmunkás Építők (Észak) Jánoshalmi Spartacus (Dél) |
| 1970 tavasz | Kecskeméti Fémmunkás (Észak) Jánoshalmi Spartacus SE (Dél)     |
| 1969        | Honvéd Mezőfi István SE (Észak) Jánoshalmi Spartacus SE (Dél)  |
| 1968        | Kecskeméti Fémmunkás (Észak) Honvéd Szamuely Tibor SE (Dél)    |
| 1967        | Kiskőrösi MEDOSZ SK (Észak) Jánoshalmi Spartacus SE (Dél)      |
| 1966        | Kiskunfélegyházi Honvéd (Észak) Kiskunhalasi MÁV               |
| 1965        | Kecskeméti TE (Észak) Kiskőrösi MEDOSZ SK (Dél)                |
| 1964        | Kiskunfélegyházi Vasas                                         |
| 1963 ősz    | Kiskunfélegyházi Vegyipar (Észak) Bajai Bácska Posztó (Dél)    |
| 1962-1963   | Honvéd Szamuely Tibor SE                                       |
| 1961-1962   | Kalocsai Kinizsi                                               |
| 1960-1961   | Kiskunhalasi MEDOSZ                                            |
| 1959-1960   | Kiskunfélegyházi Építők                                        |
| 1958-1959   | Kiskunhalasi Határőr Dózsa                                     |
| 1957-1958   | Soltvadkert                                                    |
| 1956        | Bajai Építők                                                   |
| 1955        | Kiskunhalasi Kinizsi                                           |
| 1954        | Kecskeméti Dózsa                                               |
| 1953        | Kecskeméti Honvéd (Észak) Bácsalmási Petőfi (Dél)              |
| 1952        | Bajai Vörös Lobogó                                             |
| 1951        | Bajai Honvéd KSE                                               |

## Csapatok 2020/2021
2020/2021-ben az alábbi csapatok szerepelnek a bajnokságban:
| Csapat                   | Település        |
| ------------------------ | ---------------- |
| Akasztó FC               | Akasztó          |
| Bácsalmás Petőfi VSE     | Bácsalmás        |
| Hartai SE                | Harta            |
| Jánoshalmi FC            | Jánoshalma       |
| Kalocsai FC              | Kalocsa          |
| Kecel FC                 | Kecel            |
| Kecskeméti LC            | Kecskemét        |
| Kiskőrösi LC             | Kiskőrös         |
| Félegyházi TSE           | Kiskunfélegyháza |
| FADDIKOR Kiskunhalasi FC | Kiskunhalas      |
| Lajosmizsei VLC          | Lajosmizse       |
| Soltvadkerti TE          | Soltvadkert      |
| Tiszakécskei LC II.      | Tiszakécske      |